# Seidenhaarige Weide
Die Seidenhaarige Weide (Salix glauca), auch Arktische Grau-Weide genannt, ist eine Pflanzenart aus der Gattung der Weiden (Salix) innerhalb der Familie Weidengewächse (Salicaceae). Sie ist auf der Nordhalbkugel zirkumpolar verbreitet.

## Beschreibung

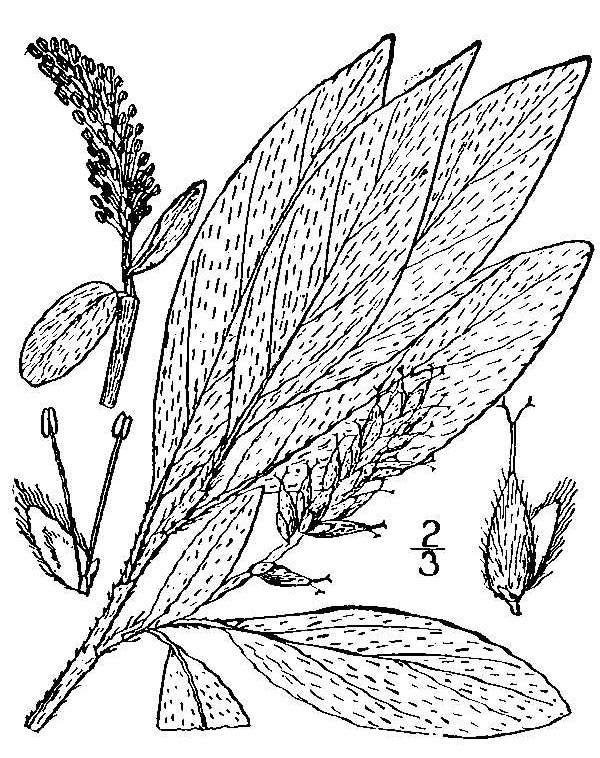
Illustration

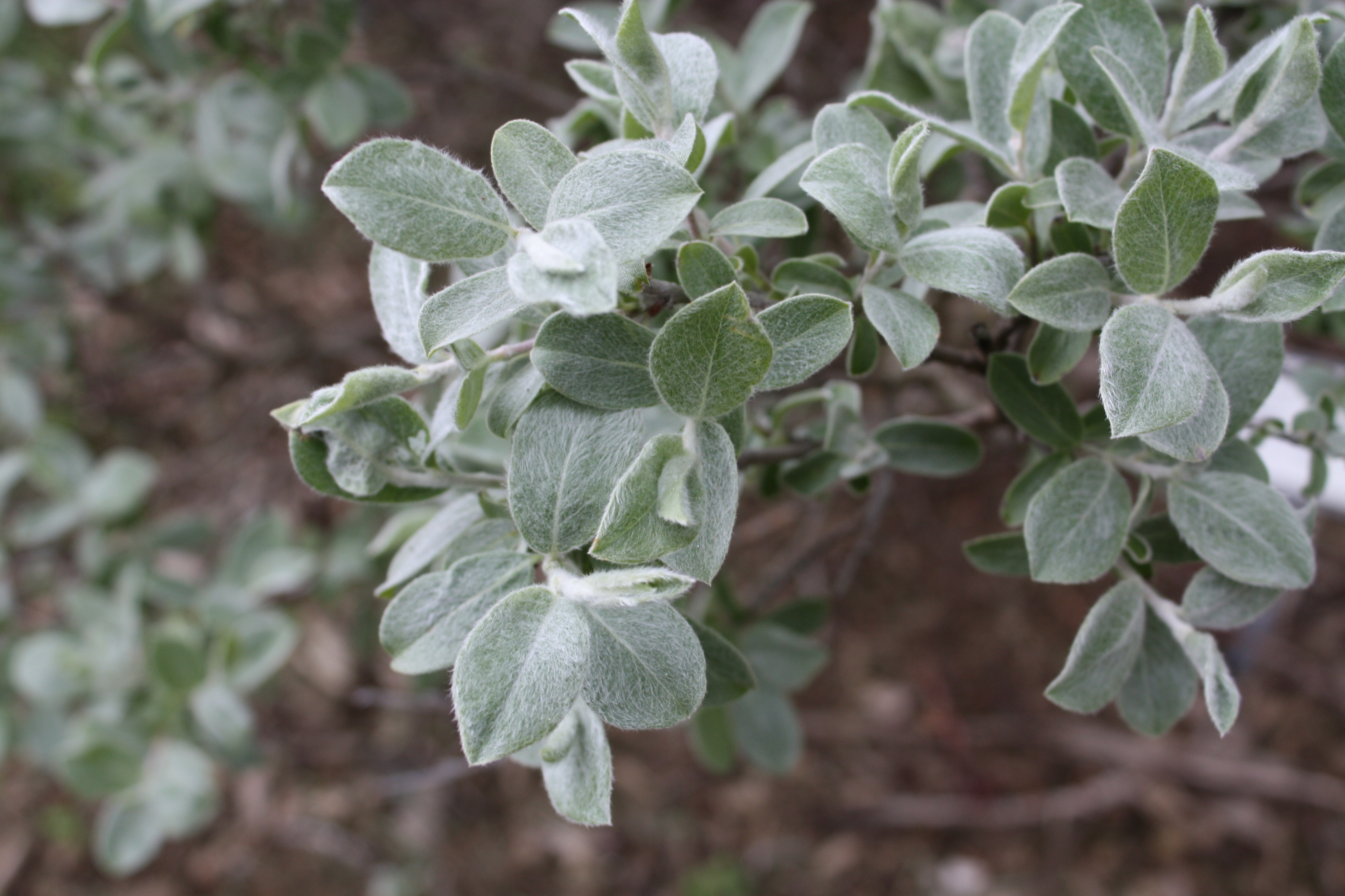
Zweige mit behaarten einfachen Laubblättern

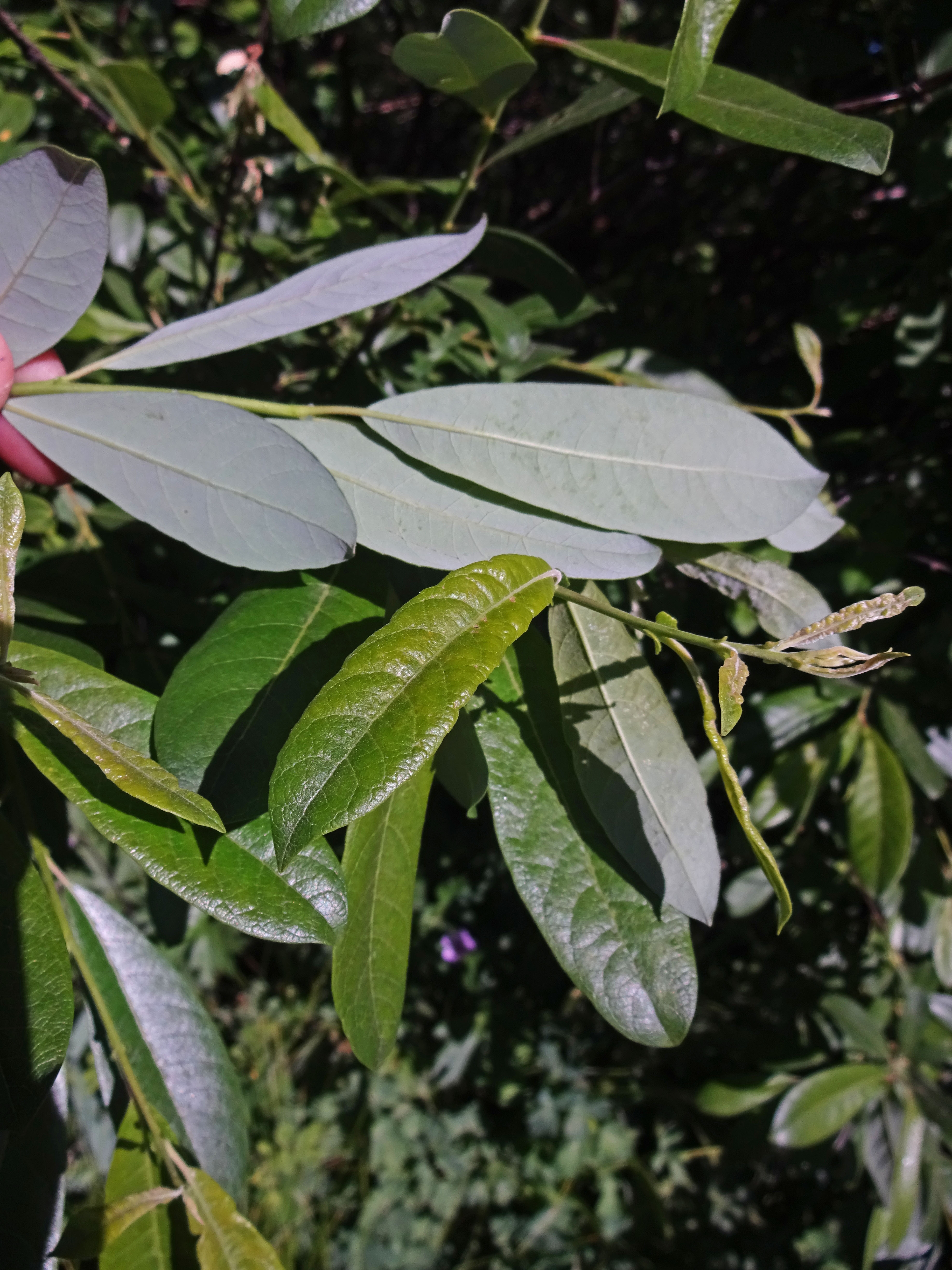
Blattober- und Blattunterseite von Salix glauca var. villosa

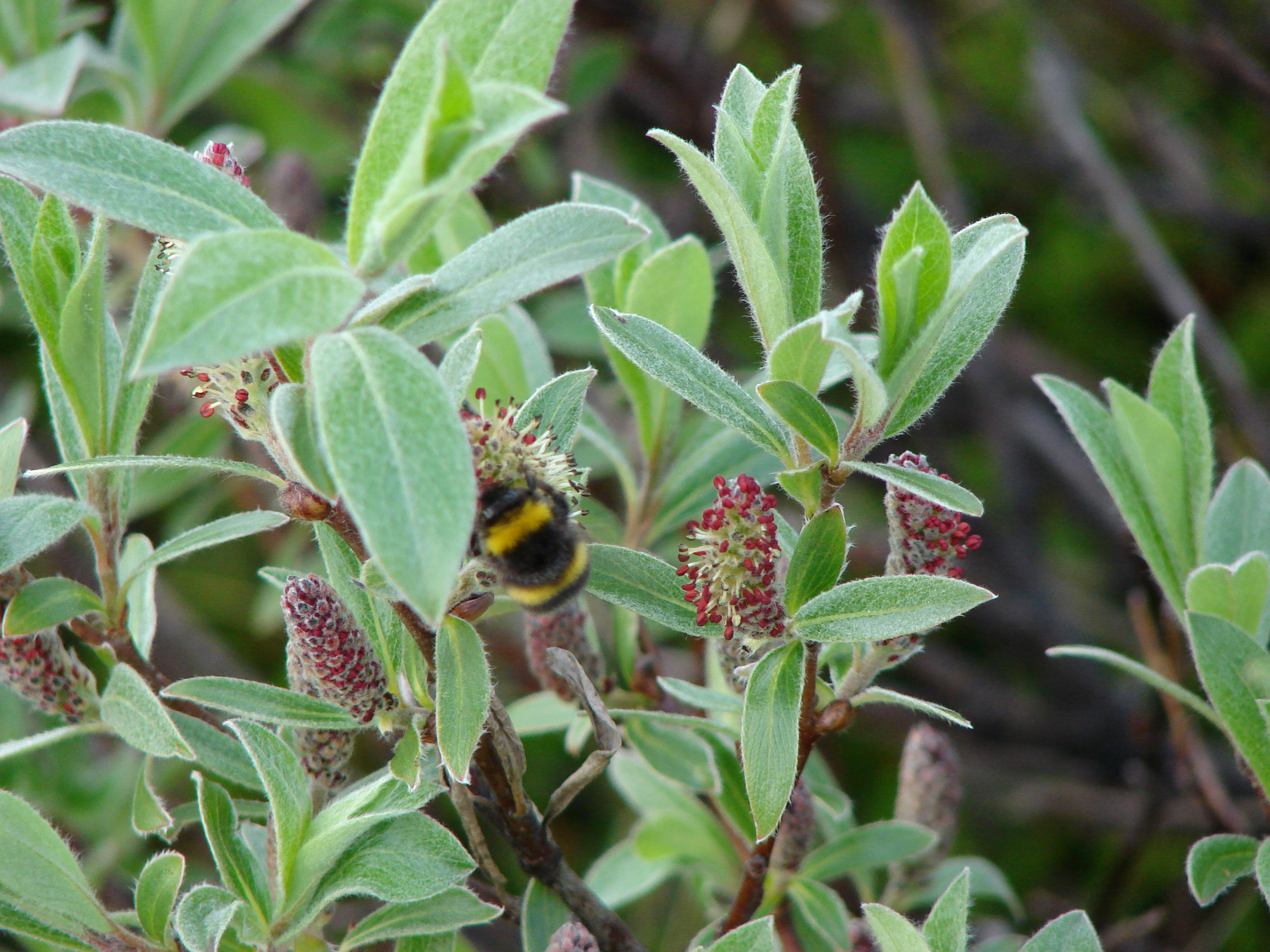
Männliche Kätchen in unterschiedlichen Stadien, teilweise mit sichtbaren Staubblättern

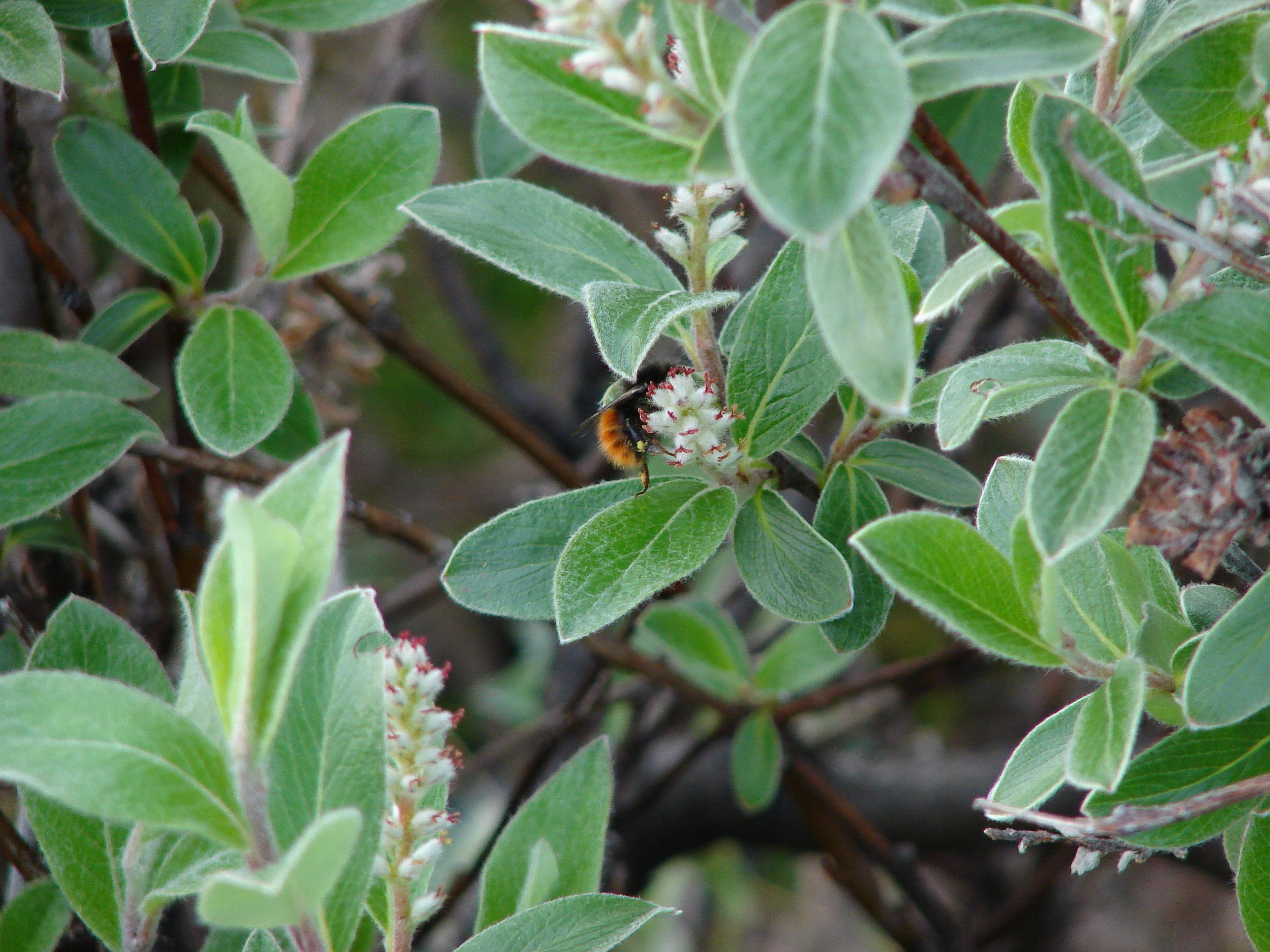
Weibliche Kätzenchen, gut zu erkennen sind die Narben

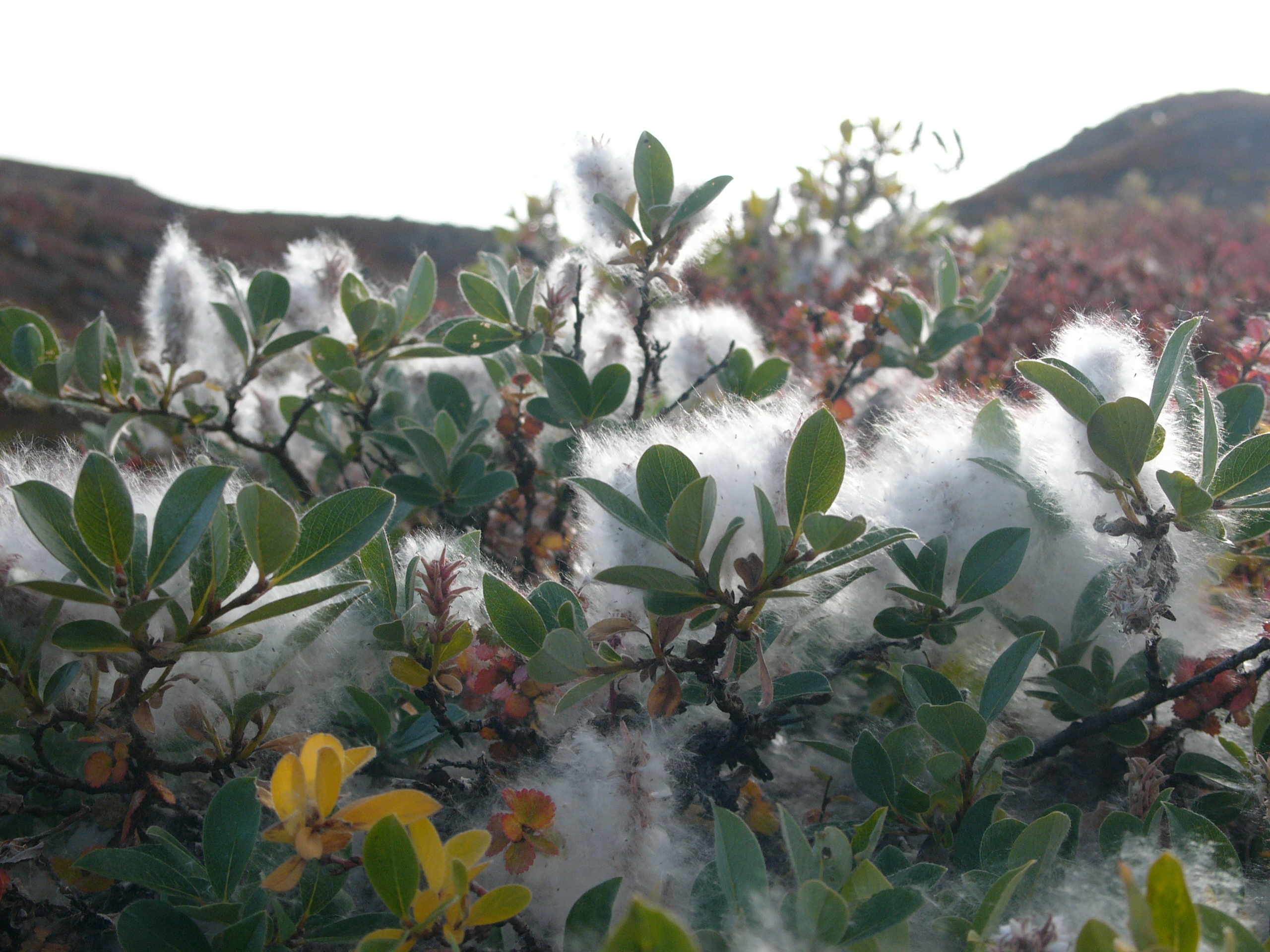
Fruchtendes Exemplar

Die Art Salix glauca ist morphologisch sehr variabel und deshalb wurden auch mehrere Subtaxa beschrieben.

### Vegetative Merkmale
Je nach Subtaxon und Standort bildet die Seidenhaarige Weide Sträucher mit Wuchshöhen von 0,2 bis 3 oder bis zu 6 Metern aus. Die aufrechten bis niederliegenden Zweige besitzen eine bräunliche, gelb-braune oder rotbraune, spärlich bis dicht zottig oder wollig behaarte bis verkahlende Rinde.
Die wechselständig angeordneten Laubblätter sind in Blattstiel und -spreite gegliedert. Der Blattstiel besitzt meist auf der Unterseite eine Rinne und ist mit einer Länge von 1 bis 27 Millimetern viel länger als die darüberliegende Knospe. Die einfachen Blattspreiten sind 2,7 bis 8,2 Zentimetern sowie einer Breite von 6 bis 39 Millimetern 1,4- bis 4,8-mal so lang wie breit und meist lanzettlich, verkehrt-eiförmig oder schmal-elliptisch elliptisch, manchmal schmal-länglich mit meist keilförmiger, manchmal gerundeter oder selten fast herzförmiger Spreitenbasis. Das obere Ende der Blattspreite ist spitz, zugespitzt oder gerundet. Der Blattrand ist meist glatt, etwa zurückgebogen oder flach und bei den obersten Blättern auch gesägt sein. Die Stärke ihrer Behaarung (Indument) variiert. Die Blattunterseite kann dicht zottig oder zottig-seidig, wollig, kurz bis lang seidig oder fein mit welligen oder geraden, manchmal gebogenen Haaren (Trichomen) behaart sein. Die Blattoberseite ist meist etwas glänzend, manchmal matt und mäßig dicht zottig, fein oder lang-seidig bis verkahlend. Die Nebenblätter sind laubblattähnlich bis rudimentär.

### Generative Merkmale
Die Blütezeit liegt während sich die Laubblätter entwickeln. Die Seidenhaarige Weide ist zweihäusig getrenntgeschlechtig (diözisch). Es gibt zwei verschiedene kätzchenförmige Blütenstände. Die lohfarbenen, braunen, zweifarbigen oder grünlichen Deckblätter sind 1 bis 3,4 Millimeter lang, ganzrandig mit konvexen oder gerundetem oberen Ende und unterseits mit gewellten, gekräuselten oder geraden Trichomen behaart. Bei den männlichen Kätzchen sind auf der Unter- sowie Oberseite der Deckblätter Nektardrüsen vorhanden und bei den weiblichen Kätzchen nur auf der Unterseite. Die Nektardrüsen bei den männlichen Kätzchen sind auf der Deckblattunterseite 0,1 bis 1 Millimeter lang und auf der -oberseite bei einer Länge von 0,5 bis 1,3 Millimetern schmal-länglich, länglich, viereckig, ei- oder kolbenförmig, diese Nektardrüsen können frei sein oder becherförmig verwachsen. Bei weiblichen Kätzchen sind nur auf der Deckblattoberseite Nektardrüsen vorhanden, die bei einer Länge von 0,4 bis 1,8 Millimetern schmal-länglich, länglich, eiförmig oder manchmal kolbenförmig sind.
Die männlichen Kätzchen sind 14 bis 53 Millimeter lang sowie 5 bis 17 Millimeter. In männlichen Kätzchen sind viele Staubblätter vorhanden und ihre freien oder teilweise verwachsenen Staubfäden sind kahl oder an ihrer unteren Hälfte behaart. Ihre Staubbeutel sind 0,4 bis 0,8 Millimeter lang.
Die weiblichen Kätzchen sind bei einer Länge von 15 bis 83 Millimetern sowie einem Durchmesser von 7 bis 21 Millimetern schlank bis gedrungen, mehr oder weniger kugelig und enthalten dicht bis manchmal locker die weiblichen Blüten. Bei den weiblichen Blüten sind die zottig, wollig, kurz-weidig oder flaumig behaarten Fruchtknoten birnen- oder verkehrt-keulenförmig mit einem Schnabel, der sich allmählich in den Griffel verschmälert oder er ist kurz unterhalb des Griffels etwas ausgebeult. Die Fruchtknoten enthalten 6 bis 22 Samenanlagen. Die 0,3 bis 1,6 Millimeter langen Griffel sind verwachsen bis 1/2 oder mehr ihrer Länge frei. Die 0,2 bis 0,8 Millimeter langen Narben sind flach mit gerundetem oberen Ende oder mehr oder weniger breit zylindrisch.
Die kätzchenförmigen Fruchtstände werden bei Reife gelblich bis gelblich-braun. Die Kapselfrüchte sind 4,5 bis 9 Millimeter lang.

### Chromosomensatz
Die Chromosomengrundzahl beträgt bei der Gattung Salix x = 19; es wurden bei Salix glauca unterschiedliche Ploidiegrade (beispielsweise Tetraploidie und Hexaploidie) mit Chromosomenzahlen von 2n = 76, 96, 114 oder 152 ermittelt.

## Standort
Die Subtaxa in Kanada und Grönland wachsen vor allem in Zwergstrauchheiden, auf krautiger, artenreicher Tundra, in Schneetälchen und entlang von Wasserläufen; der Untergrund besteht meist aus Sand, Schwemmsand oder Steinen. Die Subtaxa in Nordeuropa gedeihen in vielen Habitaten, beispielsweise, Sümpfen, Fjells und Ufern von stehenden oder fließenden Gewässern; es sind oft relativ trockene sowie nährstoffarme Standorte.

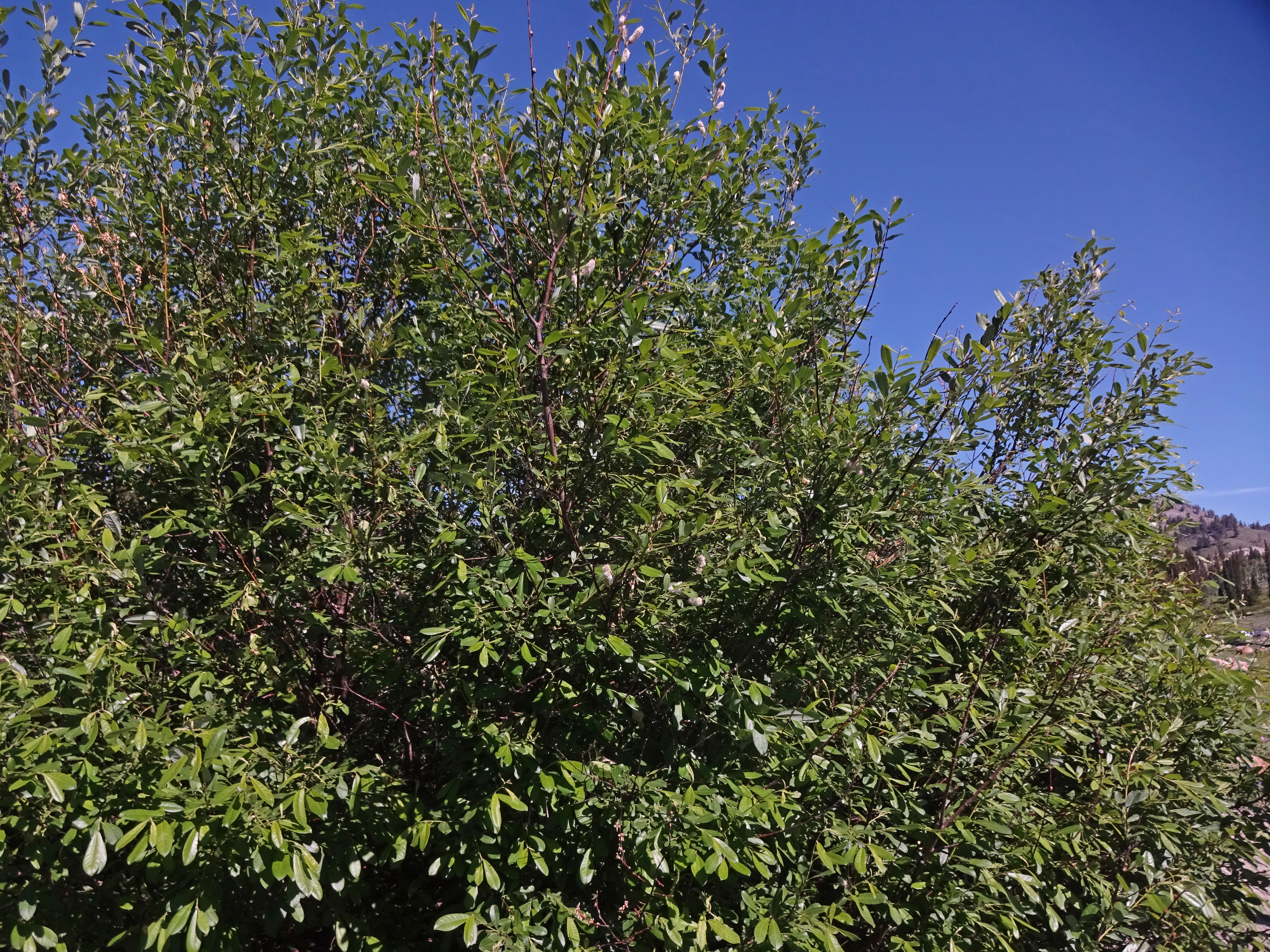
Habitus und Laubblätter von Salix glauca var. villosa

## Systematik und Verbreitung
Die Erstveröffentlichung von Salix glauca erfolgte 1753 durch Carl von Linné in Species Plantarum, Tomus II, Seite 1019. Als Lectotypus wurde 1994 Carl von Linné: Fl. Lapponica, 1737, S, 363, Tafel 7, Figur 5 durch Bengt Edvard Jonsell und Charles Edward Jarvis in Nordic Journal of Botany. Copenhagen, Volume 14, Seite 151 festgelegt.
Die Art Salix glauca gehört zur Sektion Salix sect. Glaucae aus der Untergattung Chamaetia in der Gattung Salix.
Die Systematik von Salix glauca wird kontrovers diskutiert und je nach Autor gab/gibt es wenige Subtaxa: Unterarten und Varietäten.
Die Seidenhaarige Weide ist auf der Nordhalbkugel zirkumpolar mit verbreitet:
Von Salix glauca gibt es nach der Flora of North America 2010 etwa fünf Varietäten:
- Salix glauca var. acutifolia (Hook.) C.K.Schneid. (Syn.: Salix villosa var. acutifolia Hook., Salix desertorum Richardson, Salix glauca subsp. acutifolia (Hook.) Hultén, Salix glauca var. alicea C.R.Ball, Salix glauca subsp. desertorum (Richardson) Andersson ex Hultén, Salix glauca var. perstipula Raup, Salix glauca var. poliophylla (C.K.Schneid.) Raup, Salix glauca var. sericea Hultén): Sie gedreht in Höhenlagen von 0 bis 1200 Metern im kanadischen British Columbia, Northwest Territories sowie Yukon und in Alaska.[3]
- Salix glauca var. cordifolia (Pursh) Dorn (Syn.: Salix cordifolia Pursh, Salix callicarpaea Trautv., Salix cordifolia var. callicarpaea (Trautv.) Fernald, Salix cordifolia var. eucycla Fernald, Salix cordifolia var. intonsa Fernald, Salix cordifolia var. macounii (Rydb.) C.K.Schneid., Salix cordifolia var. tonsa Fernald, Salix glauca subsp. callicarpaea (Trautv.) Böcher, Salix labradorica Rydb.):[3] Sie kommt auf Grönland in Nordamerika in Saint-Pierre und Miquelon und im kanadischen, Manitoba, Neufundland und Labrador, Northwest Territories, Nova Scotia, Nunavut, Ontario sowie Québec vor.[3]
- Salix glauca L. var. glauca: Sie kommt in Nordeuropa (Norwegen, Schweden, Finnland sowie Spitzbergen) und in den Tundrengebieten Russlands vor.[10][14]
- Salix glauca var. stipulata Flod. (Syn.: Salix stipulifera Flod. ex Häyrén): Sie kommt in Nordeuropa (Skandinavien: Finnland, Norwegen, Schweden sowie auf den Färöer-Inseln, auf Spitzbergen), in Island,[14] China (nur im Altaigebirge), in der nördlichen Mongolei, Russland, und im kanadischen Northwest Territories, Nunavut, Yukon und in Alaska vor.[3]
- Salix glauca var. villosa Andersson (Syn.: Salix villosa D.Don ex Hook., Salix glauca var. glabrescens (Andersson) Hultén, Salix pseudolapponum Seemen, Salix wolfii var. pseudolapponum (Seemen) M.E.Jones): Sie gedeiht in Höhenlagen von 150 bis 3800 Metern im kanadischen Alberta, British Columbia, Manitoba, Northwest Territories, Saskatchewan, Yukon und in den US-Bundesstaaten Oregon, Washington, Colorado, Utah, Montana, New Mexico sowie Wyoming.[3]

Bei Annotated Checklist of the Panarctic Flora und Virtuella Floran werden diese Varietäten im Rang von Unterarten geführt:
- Salix glauca subsp. acutifolia (Hook.) Hultén (Syn.: Salix villosa var. acutifolia Hook., Salix glauca var. acutifolia (Hook.) C.K.Schneid., Salix seemannii Rydb.): Sie kommt im Inneren Alaskas und im Yukon Territory bis zu den zentralen Northwest Territories vor.[5]
- Salix glauca subsp. callicarpaea (Trautv.) Böcher (Syn.: Salix callicarpaea Trautv., Salix glauca var. callicarpaea (Trautv.) Argus, Salix cordifolia Pursh, Salix glauca var. cordifolia (Pursh) Dorn): Sie kommt vom nördlichen-zentral bis nordöstlichen Kanada nach Süden bis zum nördlichen Saskatchewan sowie Manitoba und nach Osten bis Neufundland und Grönland vor.[5]
- Salix glauca L. subsp. glauca: Sie kommt nur auf dem Festland von Nordwesteuropa (= Fennoscandia) und vielleicht im südwestlichen Grönland vor.[5]
- Salix glauca subsp. stipulifera (Flod. ex Häyrén) Hiitonen (Syn.: Salix stipulifera Flod. ex Häyrén, Salix glauca var. stipulata Flod. in Lindm.): Sie besitzt das größte Areal der Subtaxa vom nördlichen Fennoscandia nach Osten durch das nördliche Russland, Sibirien und Russlands Fernem Osten bis zum „Beringischen“ Nordamerika.[5]

## Weiterführende Literatur
- Leah S. Dudley: Ecological correlates of secondary sexual dimorphism in Salix glauca (Salicaceae). In: American Journal of Botany, Volume 93, Issue 12, 2006, S. 1775–1783. online.
- Dagmar Lautenschlager-Fleury, Ernst Lautenschlager: Unterschiede zwischen alpinen und nordländischen Weiden. In: Bauhinia, Band 10, S. 43–52.  Volltext-PDF.

- Karte mit allen verlinkten Seiten:
- OSM |
- WikiMap